# 2160 Spitzer
A 2160 Spitzer (ideiglenes jelöléssel 1956 RL) a Naprendszer kisbolygóövében található aszteroida. Indianai Egyetem fedezte fel 1956. szeptember 7-én.